# Krzysztof Kotowski

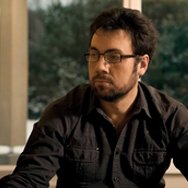
Krzysztof Kotowski

Krzysztof Kotowski (* 8. August 1966 in Warschau, Polen) ist ein polnischer Schriftsteller, Journalist und Drehbuchautor.
Kotowski studierte zuerst Psychologie und arbeitete in den 1980er und 1990er Jahren für zahlreiche polnische Radiosender. Darunter auch für das oppositionelle Radio Solidarność während des sozialistischen Militärregimes. Mitte der 1990er Jahre wurde er Produzent und Moderator einiger Fernsehprogramme für den rechtlich-öffentlichen Sender TVP und moderierte dort unter anderem Sendungen, wie Kawa czy Herbata (dt. Kaffee oder Tee) und Rhytmiks.
Seit 2003 widmet er sich ausschließlich dem Schreiben von Büchern. Zu seinem Repertoire gehören Romane aus den Genres des Thrillers und der Fantasy. Er vermischt gezielt Elemente aus politischer Fiktion, vergleichbar mit Romanen von Tom Clancy und Phantastik à la Philip K. Dick.
Bereits mehrmals wurde er für den polnischen Literaturpreis Wielki Kaliber nominiert.

## Bibliographie (Auswahl)
- Zygzak (dt. Zick Zack), 2003
- Japońskie Cięcie (dt. Der Japanische Schnitt), 2004
- Marika, 2005
- Serwal, 2006
- Kapłan (dt. Der Kaplan), 2008
- Obława (dt. Die Treibjagd), 2009
- Niepamięć (dt. In Vergessenheit), 2009
- Modlitwa do Boga Złego (dt. Das Gebet an den bösen Gott), 2010
- Krew na placu Lalek (dt. Blut auf dem Puppenplatz), 2011
- Czas czarnych luster (dt. Die Zeit der schwarzen Spiegel), 2012
- Święto Świateł (dt. Das Fest der Lichter), 2013
- Cel za Horyzontem (dt. Das Ziel hinter dem Horizont), 2015 mit Karol K. Soyka
- Krew Snajperów (dt. Das Blut der Scharfschützen), 2017 mit Karol K. Soyka